# NSG Ahrensee und nordöstlicher Westensee
NSG Ahrensee und nordöstlicher Westensee este o arie protejată (arie de protecție specială avifaunistică — SPA) din Germania întinsă pe o suprafață de 628 ha, integral pe uscat.

## Localizare
Centrul sitului NSG Ahrensee und nordöstlicher Westensee este situat la coordonatele 54°17′37″N 9°58′20″E / 54.2936°N 9.9722°E.

## Înființare
Situl NSG Ahrensee und nordöstlicher Westensee a fost declarat arie de protecție specială avifaunistică în octombrie 1997 pentru a proteja 12 specii de animale.

## Biodiversitate
Situată în ecoregiunea continentală, aria protejată nu include niciun habitat protejat.
La baza desemnării sitului se află mai multe specii protejate de  păsări (12): lăcar mare (Acrocephalus arundinaceus), pescăruș albastru (Alcedo atthis), buhai de baltă (Botaurus stellaris stellaris), buha (Bubo bubo), erete de stuf (Circus aeruginosus), lebădă de iarnă (Cygnus cygnus), ciocănitoarea de stejar (Dendrocopos medius), ciocănitoare neagră (Dryocopus martius), codalb (Haliaeetus albicilla), sfrâncioc roșiatic (Lanius collurio), Podiceps cristatus cristatus, mărăcinar (Saxicola rubetra).